# Susi Jera
Susi Jera est une actrice, peintre et traductrice française née à Berlin (Allemagne).

## Biographie
Elle commence le cinéma en Allemagne étant enfant, et continue sa carrière en France après la guerre. Elle est nommée Filleule de L'Écran français en 1950 et épouse le romancier Michel Breitman avec lequel elle signe plusieurs traductions.

## Filmographie
- 1943 : Titanic, réalisation Herbert Selpin et Werner Klingler.
- 1945 : Meine Herren Söhne, réalisation Robert A. Stemmle.
- 1949 : La Cage aux filles, réalisation Maurice Cloche.
- 1954 : La Cage aux souris, réalisation Jean Gourguet.
- 1956 : Les Lumières du soir, réalisation Robert Vernay.
- 1956 : Je reviendrai à Kandara, réalisation Victor Vicas.
- 1957 : Frauen sind für die Liebe da, réalisation Hans H. König.
- 1957 : Der ideale Untermieter, réalisation Wolf Schmidt.
- 1957 : Der entscheidende Augenblick, téléfilm réalisé par Wilm ten Haaf.
- 1957 : Egon, der Frauenheld, réalisation Hans Albin.
- 1974 : Les Brigades du Tigre, épisode S.O.S Tour Eiffel, réalisation Victor Vicas.

### Traductions
- 1983 : Mystères à l'italienne de Dino Buzzati ; traduit de l'italien par Susi et Michel Breitman.
- 1984 : Néron  l'imposteur, de Lion Feuchtwanger ; traduit de l'allemand par Susi et Michel Breitman.
- 1988 : Lettres à Brambilla de Dino Buzzati ; traduit de l'italien par Susi et Michel Breitman.
- 1989 : Le Régiment part à laube de Dino Buzzati ; traduit de l'italien par Susi et Michel Breitman.
- 1993 : Le Conteur de cinéma de Gert Hofmann ; traduit de l'allemand par Susi et Michel Breitman.
- 1996 : La Petite marchande de fleurs de Gert Hofmann ; traduit de l'allemand par Susi et Michel Breitman.
- 1998 : La malédiction d'Imhotep de Philipp Vandenberg ; traduit de l'allemand par Susi et Michel Breitman.